# Машенька (фильм, 1987)
«Машенька» — британский телефильм 1987 года режиссёра Джона Гольдшмидта. Экранизация дебютного романа Владимира Набокова «Машенька», написанного и опубликованного в 1926 году, когда Набоков жил в Берлине, и содержавшего автобиографическое описание его первой любви.

## Сюжет
В берлинском пансионе молодой русский эмигрант Ганин вспоминает о своей юности в дореволюционной России, о лете в усадьбе под Санкт-Петербургом, когда он подростком впервые влюбился. Ганин узнает, что его давно потерянная первая любовь Машенька теперь — жена довольно непривлекательного соседа по пансиону Алферова, и что она вскоре приедет к мужу. Воспоминания повергают его в состояние задумчивости, и Ганин придумывает сложную схему, чтобы воссоединиться с Машенькой, которая, как он считает, все еще любит его. Но любит ли? Герой отправляется в путешествие по дорожке воспоминаний: было ли всё так волшебно, как он помнит, или это его память утешает его образами лучших дней прошлого?

## В ролях
- Ирина Брук — Машенька
- Кэри Элвес — Ганин
- Сунньи Меллес — Лили
- Джонатан Кой — Алфёров
- Фредди Джонс — Подтягин
- Майкл Гоф — отец
- Жан-Клод Бриали — Колин
- Вернон Добчефф — Яша
- Лена Штольце — Клара
- Эва Лисса — фрау Дорн
- Константин Грегори — Пётр
- Элизабет Деген — Инна
- Кэролайн Редль — Лина

## Съёмки
Фильм был снят на натуре в Берлине, а также в Финляндии — в Хельсинки и Катаянокке.

## Критика
Экранизация показалась критикам слишком трафаретной. Фридрих Люфт писал: «безусловно элегический, но всё же всегда остроумный роман неуклюже перенесён на экран». Оригинальный текст (нем.)Die Verfilmung von John Goldschmidt ( Deutschland 1987 ) erschien Kritikern als zu schablonenhaft. Friedrich Luft schrieb: „Eine sicher elegische , aber dann doch immer witzige und intelligente Vorlage wird eher kino - suppig und dann unbeholfen vertan.“— немецкий журнал «Der Spiegel», 1989
По оценке Дитера Циммера — переводчика и редактора немецкого общего издания сочинений Владимира Набокова, фильм «следует за романом Набокова довольно близко», но, «чтобы добавить немного экшена, в фильм также вставлено несколько эпизодов, которых нет в книге» — эти эпизоды относятся к молодости героя в России и взяты из автобиографии Набокова «Память, говори»; в целом критик дал такую оценку фильму:

Хотя и не без достоинств и стараясь передать роман в точности, фильм показался мне гораздо бледнее и слабее книги. Оригинальный текст (англ.)Though not without merits and trying hard to render the novel faithfully, the film to me seemed a lot paler and slighter than the book.

## Награды
Приз за режиссуру на Телевизионном фестивале в Монте-Карло.